# 暗嫩

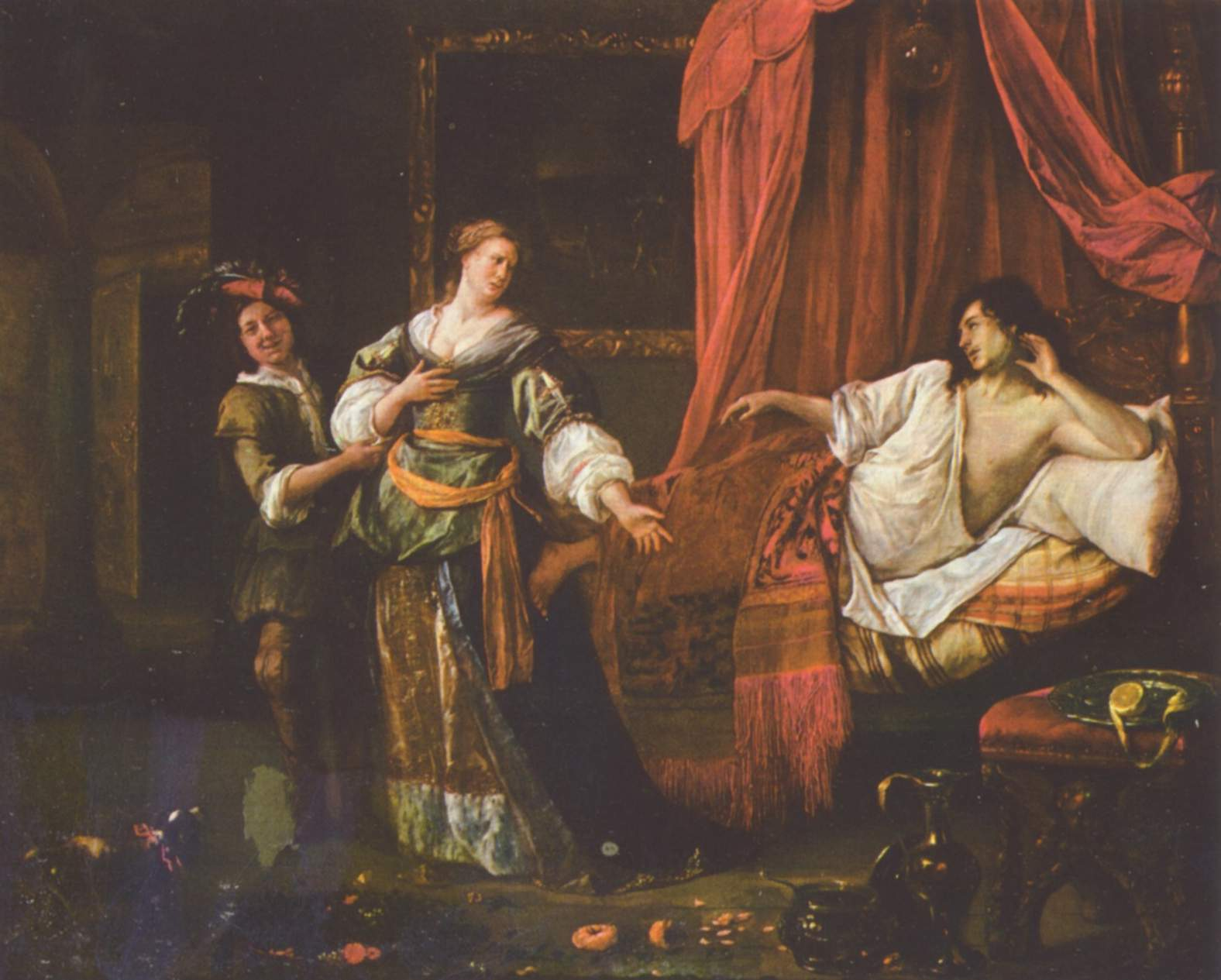
暗嫩與他瑪，扬·斯蒂恩繒

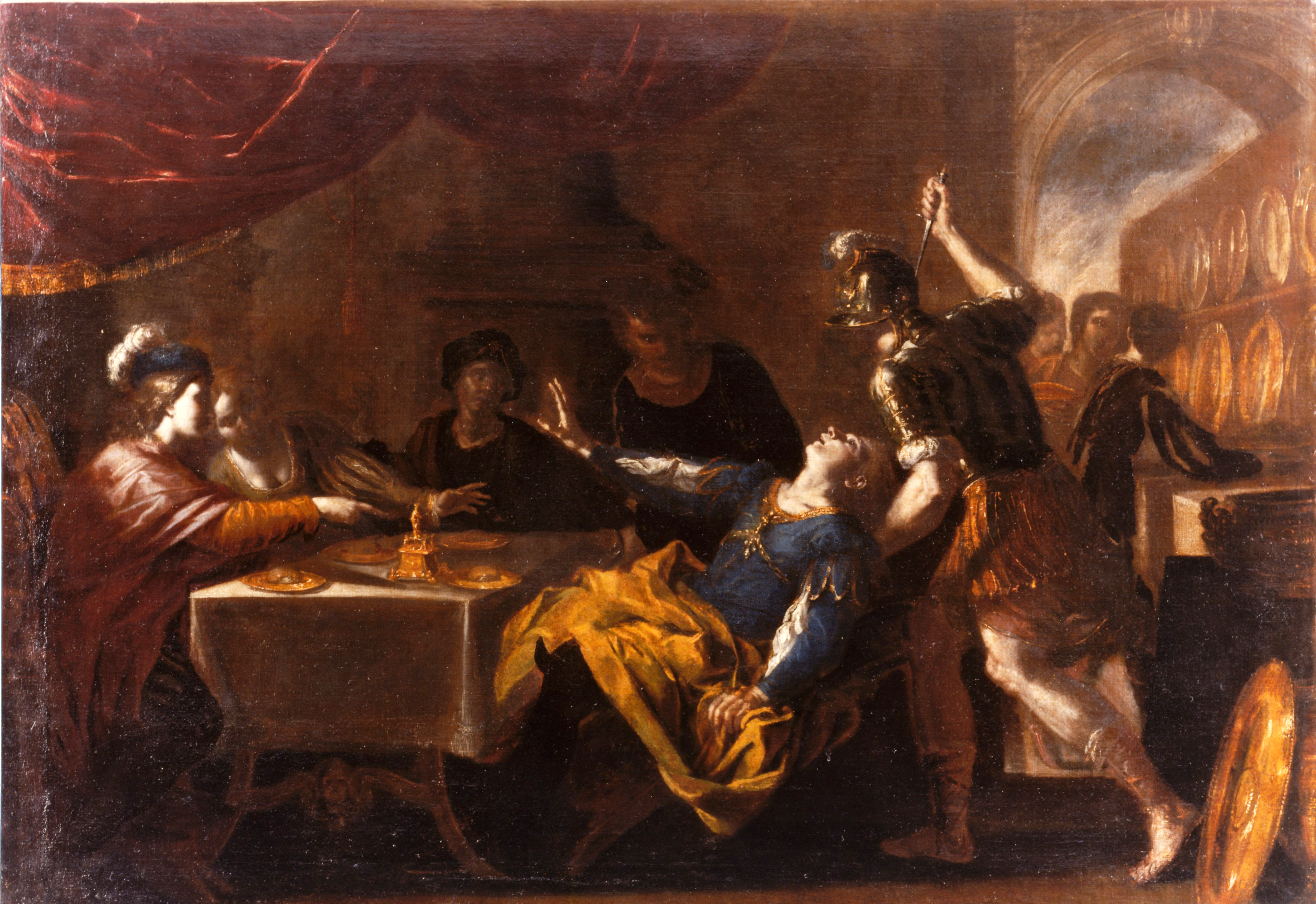
押沙龍的宴會，贝尔纳多·卡瓦利诺繒

暗嫩，天主教譯為阿默農，在聖經中是大衛王的長子，根據聖經撒母耳記他強姦了同父異母的妹妹他瑪，兩年後押沙龍因復仇妹妹被強姦一事在宴會中派僕人在他醉酒時殺死。